# ال بهدن
ال بهدن دهستانی در استان آبیلای اسپانیا است.
این دهستان دارای جمعیتی ۱۸۱ نفری است و مساحت آن ۲۲٫۲۷ کیلومتر مربع است.